# Richard Sandrak
Richard Sandrak (ukrainska: Річард Сандрак, Ritjard Sandrak) född 15 april 1992, även känd som Little Hercules, är en ukrainskfödd amerikansk bodybuilder, kampsportare och skådespelare, känd för sin goda fysik vid en väldigt ung ålder.
Sandrak är troligen mest känd för sitt deltagande i dokumentären The World's Strongest Boy, vilken har sänts på flera TV-kanaler världen över, och för sitt utövande av bodybuilding. Han föddes som son till Pavel Sandrak, världsmästare i kampsport, och Lena Sandrak, utövare av aerobics. Hans båda föräldrar pressade honom redan i ung ålder hårt för att uppnå fysiska resultat. När Sandrak var omkring sex år gammal tog han 81 kilo i bänkpress, och under denna unga ålder fick han sin titel som världens starkaste pojke, såväl som hans smeknamn little Hercules (lilla Herkules). När Sandrak blev äldre dog hans karriär som bodybuilder sakta ut. Idag, vid 24 års ålder, har han förlorat den extrema fysik som han nådde som ung, detta till viss del beroende på att hans far, som många tror var den pådrivande kraften i träningen, åkte i fängelse för att ha slagit sin fru, Richards mor.